# Anti-D-Hilfegesetz
Das Anti-D-Hilfegesetz (AntiDHG) regelt finanzielle Ausgleichsleistungen für Frauen, die aufgrund einer mit Hepatitis-C-Viren kontaminierten Anti-D-Immunprophylaxe in der DDR in den Jahren 1978 und 1979 mit dem Hepatitis-C-Virus infiziert worden sind, sowie deren infizierte Kinder und alle weiteren in häuslicher Gemeinschaft lebenden infizierten Kontaktpersonen.

## Geschichte
Ein Teil der ungefähr 6800 von der Virus-Infektion betroffenen Frauen erhielt Anerkennungen und Entschädigungsleistungen nach DDR-Recht. Dies geschah allerdings erst nach Jahren, und diese Leistungen wurden im Zuge der Wiedervereinigung wieder gestrichen, sodass die Frauen und infizierten Kontaktpersonen nur die Möglichkeit hatten, diese Schädigungsursache bzw. Schädigung mit Folgeschäden als Impfschaden nach dem damaligen Bundesseuchengesetz in Verbindung mit dem damaligen Bundesversorgungsgesetz geltend zu machen, deren Leistungen aber häufig deutlich hinter den in der DDR gezahlten Leistungen zurückfielen. Erst nach jahrelangen Protesten der Betroffenen wurde im Jahr 2000 das Anti-D-Hilfegesetz geschaffen. Nach Schätzungen der Länder wurden 2464 Anträge anerkannt, die finanzielle Belastung des Bundes belief sich im Jahr 2000 auf umgerechnet 7,1 Millionen € für die Einmalzahlung und 1,6 Millionen € für die monatlichen Renten. Der Bundesrechnungshof kritisierte im Jahr 2002 die Umsetzung des Gesetzes und die sehr uneinheitliche Anwendung der Rechtslage in den einzelnen Ländern.

## Leistungen
Die Leistungen für betroffene Frauen bestehen aus einer Einmalzahlung und einer monatlichen Rente, die vom nach dem AntiDHG anerkannten individuellen Grad der Schädigungsfolgen abhängig sind. Die Einmalzahlungen wurden nur gewährt, wenn der Antrag vor dem 31. Dezember 2000 gestellt wurde. Aktuell betragen sie:
| GdS         | Einmalzahlung | Monatliche Rente |
| ----------- | ------------- | ---------------- |
| 10–20       | 3579 €        | —                |
| 30          | 6136 €        | 272 €            |
| 40          | 7669 €        | 434 €            |
| 50          | 10226 €       | 598 €            |
| 60          | 15339 €       | 815 €            |
| 70 und mehr | 15339 €       | 1088 €           |

Die Leistungshöhe passt sich dabei automatisch der Rentenentwicklung in der gesetzlichen Rentenversicherung an.
Stirbt die Frau oder infizierte Kontaktperson an den zum Zeitpunkt des Todes nach dem AntiDHG anerkannten Folgen der Hepatitis-C-Virus-Infektion, können der Ehegatte und die Kinder unter bestimmten Voraussetzungen finanzielle Hilfen erhalten. Der Ehegatte kann maximal für die Dauer von 60 Monaten eine monatliche Leistung von 434 € und Kinder eine monatliche Leistung in Höhe von 327 € erhalten.
Einmalzahlungen nach dem Anti-D-Hilfegesetz werden bei Sozialleistungen grundsätzlich nicht angerechnet, die monatlichen Leistungen werden bei der Bewilligung von Sozialleistungen, wie z. B. Wohngeld, zur Hälfte angerechnet. Der Anspruch auf Leistungen nach dem Anti-D-Hilfegesetz ist unpfändbar.
Nach dem mit Wirkung vom 1. Januar 2020 neu eingefügten § 7a Anti-D-Hilfegesetz führt eine Verbesserung der gesundheitlichen Situation nicht mehr zu einer Absenkung der monatlichen Rente; wenn die monatliche Rente vom 1. Januar 2014 bis zum 31. Dezember 2019 neu (niedriger) festgesetzt wurde, kann bis zum 30. Juni 2020 beantragt werden, diese rückwirkend wieder auf den zuletzt vor dem 1. Januar 2014 festgesetzten Betrag anzuheben. Wer diesen Antrag danach stellt, bekommt den (wieder) erhöhten Betrag erst ab dem Monat der Antragstellung.

## Kostentragung
Die Kosten der Einmalzahlung werden vom Bund getragen, die Kosten der monatlichen Rente trägt das Land, auf dessen Gebiet die Immunprophylaxe stattfand. Die Länder erhalten hierfür Ausgleichszahlungen vom Bund und von den westdeutschen Ländern.

## Verfahrensrecht
Die Leistungen werden nur auf Antrag gewährt, es sei denn, die betroffenen Frauen bezogen zuvor bereits Entschädigungsleistungen nach Maßgabe des Bundesseuchengesetzes in Verbindung mit dem Bundesversorgungsgesetz. Sind im Einzelfall die Leistungen nach dem Anti-D-Hilfegesetz geringer, als die bisher gezahlten Leistungen nach dem Bundesseuchengesetz/BVG, bleibt die Bewilligung in dieser Höhe erhalten (Besitzstandswahrung).
Zuständig für Anträge nach dem Antihilfegesetz sind jeweils die Versorgungsämter in den Ländern, in denen die Virus-kontaminierte Anti-D-Immunprophylaxe verabreicht worden ist; die Länder können abweichende Bestimmungen treffen. In Streitigkeiten nach diesem Gesetz ist der Rechtsweg zu den Sozialgerichten gegeben.